# 금광산
금광산(1976년 5월 14일 ~ )은 대한민국의 배우 겸 격투기 선수이다.

## 학력
- 대도중학교 (졸업)
- 대구공업고등학교 (졸업)

## 출연작

### 영화
- 《아이를 위한 아이》 (2022년) - 이모부 역
- 《신림남녀》 (2021년) - 영빈 역
- 《신황제를 위하여》 (2020년) - 마성원 역 (본작의 메인 빌런이자 최종 보스)
- 《롱 리브 더 킹: 목포 영웅》 (2019년) - 광주 불곰 조직원 역
- 《성난황소》 (2018년) - 조합장 패거리 1 역
- 《독전》 (2018년) - 하림부하 역
- 《챔피언》 (2018년) - 콤보팀원 2 역
- 《미옥》 (2017년) - 두목 역
- 《범죄도시》 (2017년) - 목욕탕 문신남 역
- 《악녀》 (2017년) - 방독면 요원 3 역
- 《우리들의 일기》 (2017년) - 어른 2 역
- 《대립군》 (2017년) - 승병 1 역
- 《임금님의 사건수첩》 (2017년) - 괴한 3 역
- 《콜리션》 (2017년) - 용한 역
- 《조작된 도시》 (2017년) - 죄수 역
- 《실종: 사라진아내》 (2016년) - 금광산 역
- 《바운티 헌터스: 현상금사냥꾼》 (2016년) - 엄삼부하 역
- 《럭키》 (2016년) - 한장혁 역
- 《아수라》 (2016년) - 태병조 수행원 광산 역
- 《고산자, 대동여지도》 (2016년) - 어가행렬 금군대장 역

### 드라마
- 《최악의 악》 (미정, 디즈니+)
- 《꽃선비열애사》 (2023년, SBS) - 관악산의 범
- 《카지노》 (2022년, 디즈니+) - 박원용 역
- 《아일랜드》 (2022년, 티빙) - 호법승
- 《형사록》 (2022년, 디즈니+) - 충복 역
- 《소년심판》 (2022년, 넷플릭스) - 경중한 역
- 《복제인간》  (2021년, SKY채널) - 변형사 역
- 《빈센조》 (2021년, tvN) - 금광진 역
- 《포레스트》 (2020년, KBS2) - 양철식 역
- 《끝까지 사랑》 (2018년, KBS2) - 바비 역
- 《계룡선녀전》 (2018년, tvN)
- 《플레이어》 (2018년, OCN) - 도진웅 형 역
- 《빅 포레스트》 (2018년, tvN)
- 《보이스 2》 (2018년, OCN)
- 《작은 신의 아이들》 (2018년, OCN)
- 《대군 - 사랑을 그리다》 (2018년, TV조선)
- 《나쁜 녀석들 : 악의 도시》 (2017년, OCN) - 김광산 형사 역
- 《흑기사》 (2017년, KBS2) - 털보네 빵집 사장 역
- 《슬기로운 감빵생활》 (2017년,tvN) - 교도소 신입 역
- 《투깝스》 (2017년, MBC) - 경찰서 덩치 역
- 《고백부부》 (2017년, KBS2) - 윤보름의 오빠 역
- 《아이돌마스터.KR - 꿈을 드림》 (2017년, SBS funE) - 부하 1 역
- 《별별 며느리》 (2017년, MBC)
- 《쌈 마이웨이》 (2017년, KBS2)
- 《왕은 사랑한다》 (2017년, MBC)
- 《김과장》 (2017년, KBS2) - 김성룡의 경호원 모피어스 역
- 《피고인》 (2017년, SBS) - 감방 덩치 역
- 《불어라 미풍아》 (2017년, MBC) - 사채업자 역
- 《내성적인 보스》 (2017년, tvN)
- 《질투의 화신》 (2016년, SBS)
- 《구르미 그린 달빛》 (2016년, KBS2)
- 《마음의 소리》 (2016년, KBS2) - 철왕 수하 역
- 《안투라지》 (2016년, tvN)
- 《옥중화》 (2016년, MBC) - 전옥서 죄수 역
- 《쇼핑왕 루이》 (2016년, MBC)
- 《38사기동대》 (2016년, OCN) - 장학주 패거리 역
- 《몬스터》 (2016년, MBC) - 사채업자 역
- 《피리부는 사나이》 (2016년, tvN) - 용역업체 no2 역
- 《가화만사성》 (2016년, MBC) - 사채업자 역
- 《돌아와요 아저씨》 (2016년, SBS) - 천국행 열차 저승사자 역
- 《리멤버 - 아들의 전쟁》 (2015년, SBS) - 석주일 오른팔 광산 역
- 《아름다운 나의 신부》 (2015년, OCN) - 마성진 (마빡) 부하 역
- 《신분을 숨겨라》 (2015년, tvN) - 김세진 부하 역
- 《위대한 이야기 - 원폭박치기 김일》 (2015년, TV조선 & tvN) - 일본 레슬러 역
- 《힐러》 (2015년, KBS2)